# Raionul Ripkî, Cernihiv
Ripkî (în ucraineană Ріпкинський район, transliterat: Ripkînskîi raion) este un raion în regiunea Cernigău, Ucraina. Reședința sa este așezarea de tip urban Ripkî.

## Demografie
Componența lingvistică a raionului Ripkî
     Ucraineană (87,64%)
     Rusă (11,4%)
     Alte limbi (0,82%)
Conform recensământului din 2001, majoritatea populației raionului Ripkî era vorbitoare de ucraineană (87,64%), existând în minoritate și vorbitori de rusă (11,4%).